# Drombus lepidothorax
 Drombus lepidothorax es una especie de peces de la familia Gobiidae.

## Distribución geográfica y hábitat
Es un pez de clima tropical y demersal.
Se encuentra en Queensland (Australia ).